# Playa Estacahuite
Estacahuite es una playa ubicada en la costa de Oaxaca en México, al oeste del pueblo de Puerto Ángel. Está dividida en tres partes por dos grupos de rocas y comprende aproximadamente 100 metros de largo por 30 de ancho. Tiene una pendiente moderada y su arena es dorada de grano medio. El agua es templada y cristalina, de tonalidades verdes y azules.
Dependiendo de la estación, es posible ver ballenas, delfines, tortugas, mantarrayas y otras especies. La playa tiene salvavidas durante las temporadas turísticas.
Sobre la playa se ubican una serie de pequeños hoteles y restaurantes que sirven comida típica oaxaqueña y mariscos de la región, así como el alquiler de equipo de buceo. frente a la playa se encuentra un arrecife de coral donde se puede  practicar el buceo y la pesca deportiva.

## Localización
La playa está localizada a 20 minutos a pie en dirección oeste desde Puerto Ángel. Se puede llegar a ella tomando un desvío a mano derecha sobre la carretera en dirección a Pochutla, aproximadamente a 200 metros de la salida de Puerto Ángel, siguiendo por ese tramo de carretera hasta llegar a la costa.

## Urbanismo
La playa está rodeada de múltiples casas y terrenos que forman la colonia de Estacahuite. Los terrenos colindantes a esta playa no son propiedad privada, están bajo el régimen de bienes comunales. El organismo que gestiona los terrenos en venta en la playa de Estacahuite es el Comisariado de Bienes Comunales de Pochutla.